# Ошибочная ладейная пешка
Ошибочная ладейная пешка (англ. Wrong rook pawn) — в шахматных эндшпилях со слоном это пешка, которая является ладейной (крайней, то есть находящейся на одной из двух крайних вертикалей — «a» либо «h»), которая при правильной защите слабейшей стороны не проходит в ферзи. С одним слоном результат позиции может зависеть от того, контролирует ли слон квадрат на шахматной доске, к которому продвигается данная пешка, то есть угловое поле (a8 или h8 для белых; a1 или h1 для чёрных). Например, при крайней пешке «h» у белых они выигрывают только при наличии чернопольного слона; при белопольном не выигрывают. При перспективах проигрыша иногда используется оборона, которая заключается в том, чтобы попасть в один из подобных эндшпилей, часто через жертву; что делает более сильную сторону неспособной выиграть. Это было известно, по крайней мере, ещё в 1623 благодаря Джоакино Греко. В русскоязычной шахматной литературе, а также в разговорной речи чаще говорят не об «ошибочной» пешке, а об «ошибочном» слоне — у сильнейшей стороны слон «не того цвета», поэтому она не выигрывает.
Также «ошибочная ладейная пешка» может быть в эндшпиле «ладья против слона». Например, если поле превращения пешки — чёрное, то у слабейшей стороны слон должен быть белопольным, тогда она достигает ничьей, потому что защищающийся король и слон могут сформировать крепость в безопасном углу (англ. safe corner) на угловых полях, и обеспечить пат.

## Примеры

### Защищающийся король перед пешкой
|   | a                                                                   | b                                                                   | c                                                                   | d                                                                   | e                                                                   | f                                                                   | g                                                                   | h                                                                   |   |
| - | ------------------------------------------------------------------- | ------------------------------------------------------------------- | ------------------------------------------------------------------- | ------------------------------------------------------------------- | ------------------------------------------------------------------- | ------------------------------------------------------------------- | ------------------------------------------------------------------- | ------------------------------------------------------------------- | - |
| 8 | f8 белый король · f7 белый слон · h6 чёрный король · h5 белая пешка | f8 белый король · f7 белый слон · h6 чёрный король · h5 белая пешка | f8 белый король · f7 белый слон · h6 чёрный король · h5 белая пешка | f8 белый король · f7 белый слон · h6 чёрный король · h5 белая пешка | f8 белый король · f7 белый слон · h6 чёрный король · h5 белая пешка | f8 белый король · f7 белый слон · h6 чёрный король · h5 белая пешка | f8 белый король · f7 белый слон · h6 чёрный король · h5 белая пешка | f8 белый король · f7 белый слон · h6 чёрный король · h5 белая пешка | 8 |
| 7 | f8 белый король · f7 белый слон · h6 чёрный король · h5 белая пешка | f8 белый король · f7 белый слон · h6 чёрный король · h5 белая пешка | f8 белый король · f7 белый слон · h6 чёрный король · h5 белая пешка | f8 белый король · f7 белый слон · h6 чёрный король · h5 белая пешка | f8 белый король · f7 белый слон · h6 чёрный король · h5 белая пешка | f8 белый король · f7 белый слон · h6 чёрный король · h5 белая пешка | f8 белый король · f7 белый слон · h6 чёрный король · h5 белая пешка | f8 белый король · f7 белый слон · h6 чёрный король · h5 белая пешка | 7 |
| 6 | f8 белый король · f7 белый слон · h6 чёрный король · h5 белая пешка | f8 белый король · f7 белый слон · h6 чёрный король · h5 белая пешка | f8 белый король · f7 белый слон · h6 чёрный король · h5 белая пешка | f8 белый король · f7 белый слон · h6 чёрный король · h5 белая пешка | f8 белый король · f7 белый слон · h6 чёрный король · h5 белая пешка | f8 белый король · f7 белый слон · h6 чёрный король · h5 белая пешка | f8 белый король · f7 белый слон · h6 чёрный король · h5 белая пешка | f8 белый король · f7 белый слон · h6 чёрный король · h5 белая пешка | 6 |
| 5 | f8 белый король · f7 белый слон · h6 чёрный король · h5 белая пешка | f8 белый король · f7 белый слон · h6 чёрный король · h5 белая пешка | f8 белый король · f7 белый слон · h6 чёрный король · h5 белая пешка | f8 белый король · f7 белый слон · h6 чёрный король · h5 белая пешка | f8 белый король · f7 белый слон · h6 чёрный король · h5 белая пешка | f8 белый король · f7 белый слон · h6 чёрный король · h5 белая пешка | f8 белый король · f7 белый слон · h6 чёрный король · h5 белая пешка | f8 белый король · f7 белый слон · h6 чёрный король · h5 белая пешка | 5 |
| 4 | f8 белый король · f7 белый слон · h6 чёрный король · h5 белая пешка | f8 белый король · f7 белый слон · h6 чёрный король · h5 белая пешка | f8 белый король · f7 белый слон · h6 чёрный король · h5 белая пешка | f8 белый король · f7 белый слон · h6 чёрный король · h5 белая пешка | f8 белый король · f7 белый слон · h6 чёрный король · h5 белая пешка | f8 белый король · f7 белый слон · h6 чёрный король · h5 белая пешка | f8 белый король · f7 белый слон · h6 чёрный король · h5 белая пешка | f8 белый король · f7 белый слон · h6 чёрный король · h5 белая пешка | 4 |
| 3 | f8 белый король · f7 белый слон · h6 чёрный король · h5 белая пешка | f8 белый король · f7 белый слон · h6 чёрный король · h5 белая пешка | f8 белый король · f7 белый слон · h6 чёрный король · h5 белая пешка | f8 белый король · f7 белый слон · h6 чёрный король · h5 белая пешка | f8 белый король · f7 белый слон · h6 чёрный король · h5 белая пешка | f8 белый король · f7 белый слон · h6 чёрный король · h5 белая пешка | f8 белый король · f7 белый слон · h6 чёрный король · h5 белая пешка | f8 белый король · f7 белый слон · h6 чёрный король · h5 белая пешка | 3 |
| 2 | f8 белый король · f7 белый слон · h6 чёрный король · h5 белая пешка | f8 белый король · f7 белый слон · h6 чёрный король · h5 белая пешка | f8 белый король · f7 белый слон · h6 чёрный король · h5 белая пешка | f8 белый король · f7 белый слон · h6 чёрный король · h5 белая пешка | f8 белый король · f7 белый слон · h6 чёрный король · h5 белая пешка | f8 белый король · f7 белый слон · h6 чёрный король · h5 белая пешка | f8 белый король · f7 белый слон · h6 чёрный король · h5 белая пешка | f8 белый король · f7 белый слон · h6 чёрный король · h5 белая пешка | 2 |
| 1 | f8 белый король · f7 белый слон · h6 чёрный король · h5 белая пешка | f8 белый король · f7 белый слон · h6 чёрный король · h5 белая пешка | f8 белый король · f7 белый слон · h6 чёрный король · h5 белая пешка | f8 белый король · f7 белый слон · h6 чёрный король · h5 белая пешка | f8 белый король · f7 белый слон · h6 чёрный король · h5 белая пешка | f8 белый король · f7 белый слон · h6 чёрный король · h5 белая пешка | f8 белый король · f7 белый слон · h6 чёрный король · h5 белая пешка | f8 белый король · f7 белый слон · h6 чёрный король · h5 белая пешка | 1 |
|   | a                                                                   | b                                                                   | c                                                                   | d                                                                   | e                                                                   | f                                                                   | g                                                                   | h                                                                   |   |

Если ход белых, то они играют 1.Крg8! и выигрывают, не пуская чёрного короля в угол. Если ход чёрных, то они спасаются путём 1…Крh7! и 2…Крh8. Чёрного короля никак невозможно будет вытеснить из угла; в то же время он препятствует продвижению белой пешки.
|   | a | b | c | d | e | f | g | h |   |
| - | --- | --- | --- | --- | --- | --- | --- | --- | - |
| 8 | f8 чёрный король · g7 чёрная пешка · h7 чёрная пешка · f6 чёрный слон · f4 белый слон · g4 белый король | f8 чёрный король · g7 чёрная пешка · h7 чёрная пешка · f6 чёрный слон · f4 белый слон · g4 белый король | f8 чёрный король · g7 чёрная пешка · h7 чёрная пешка · f6 чёрный слон · f4 белый слон · g4 белый король | f8 чёрный король · g7 чёрная пешка · h7 чёрная пешка · f6 чёрный слон · f4 белый слон · g4 белый король | f8 чёрный король · g7 чёрная пешка · h7 чёрная пешка · f6 чёрный слон · f4 белый слон · g4 белый король | f8 чёрный король · g7 чёрная пешка · h7 чёрная пешка · f6 чёрный слон · f4 белый слон · g4 белый король | f8 чёрный король · g7 чёрная пешка · h7 чёрная пешка · f6 чёрный слон · f4 белый слон · g4 белый король | f8 чёрный король · g7 чёрная пешка · h7 чёрная пешка · f6 чёрный слон · f4 белый слон · g4 белый король | 8 |
| 7 | f8 чёрный король · g7 чёрная пешка · h7 чёрная пешка · f6 чёрный слон · f4 белый слон · g4 белый король | f8 чёрный король · g7 чёрная пешка · h7 чёрная пешка · f6 чёрный слон · f4 белый слон · g4 белый король | f8 чёрный король · g7 чёрная пешка · h7 чёрная пешка · f6 чёрный слон · f4 белый слон · g4 белый король | f8 чёрный король · g7 чёрная пешка · h7 чёрная пешка · f6 чёрный слон · f4 белый слон · g4 белый король | f8 чёрный король · g7 чёрная пешка · h7 чёрная пешка · f6 чёрный слон · f4 белый слон · g4 белый король | f8 чёрный король · g7 чёрная пешка · h7 чёрная пешка · f6 чёрный слон · f4 белый слон · g4 белый король | f8 чёрный король · g7 чёрная пешка · h7 чёрная пешка · f6 чёрный слон · f4 белый слон · g4 белый король | f8 чёрный король · g7 чёрная пешка · h7 чёрная пешка · f6 чёрный слон · f4 белый слон · g4 белый король | 7 |
| 6 | f8 чёрный король · g7 чёрная пешка · h7 чёрная пешка · f6 чёрный слон · f4 белый слон · g4 белый король | f8 чёрный король · g7 чёрная пешка · h7 чёрная пешка · f6 чёрный слон · f4 белый слон · g4 белый король | f8 чёрный король · g7 чёрная пешка · h7 чёрная пешка · f6 чёрный слон · f4 белый слон · g4 белый король | f8 чёрный король · g7 чёрная пешка · h7 чёрная пешка · f6 чёрный слон · f4 белый слон · g4 белый король | f8 чёрный король · g7 чёрная пешка · h7 чёрная пешка · f6 чёрный слон · f4 белый слон · g4 белый король | f8 чёрный король · g7 чёрная пешка · h7 чёрная пешка · f6 чёрный слон · f4 белый слон · g4 белый король | f8 чёрный король · g7 чёрная пешка · h7 чёрная пешка · f6 чёрный слон · f4 белый слон · g4 белый король | f8 чёрный король · g7 чёрная пешка · h7 чёрная пешка · f6 чёрный слон · f4 белый слон · g4 белый король | 6 |
| 5 | f8 чёрный король · g7 чёрная пешка · h7 чёрная пешка · f6 чёрный слон · f4 белый слон · g4 белый король | f8 чёрный король · g7 чёрная пешка · h7 чёрная пешка · f6 чёрный слон · f4 белый слон · g4 белый король | f8 чёрный король · g7 чёрная пешка · h7 чёрная пешка · f6 чёрный слон · f4 белый слон · g4 белый король | f8 чёрный король · g7 чёрная пешка · h7 чёрная пешка · f6 чёрный слон · f4 белый слон · g4 белый король | f8 чёрный король · g7 чёрная пешка · h7 чёрная пешка · f6 чёрный слон · f4 белый слон · g4 белый король | f8 чёрный король · g7 чёрная пешка · h7 чёрная пешка · f6 чёрный слон · f4 белый слон · g4 белый король | f8 чёрный король · g7 чёрная пешка · h7 чёрная пешка · f6 чёрный слон · f4 белый слон · g4 белый король | f8 чёрный король · g7 чёрная пешка · h7 чёрная пешка · f6 чёрный слон · f4 белый слон · g4 белый король | 5 |
| 4 | f8 чёрный король · g7 чёрная пешка · h7 чёрная пешка · f6 чёрный слон · f4 белый слон · g4 белый король | f8 чёрный король · g7 чёрная пешка · h7 чёрная пешка · f6 чёрный слон · f4 белый слон · g4 белый король | f8 чёрный король · g7 чёрная пешка · h7 чёрная пешка · f6 чёрный слон · f4 белый слон · g4 белый король | f8 чёрный король · g7 чёрная пешка · h7 чёрная пешка · f6 чёрный слон · f4 белый слон · g4 белый король | f8 чёрный король · g7 чёрная пешка · h7 чёрная пешка · f6 чёрный слон · f4 белый слон · g4 белый король | f8 чёрный король · g7 чёрная пешка · h7 чёрная пешка · f6 чёрный слон · f4 белый слон · g4 белый король | f8 чёрный король · g7 чёрная пешка · h7 чёрная пешка · f6 чёрный слон · f4 белый слон · g4 белый король | f8 чёрный король · g7 чёрная пешка · h7 чёрная пешка · f6 чёрный слон · f4 белый слон · g4 белый король | 4 |
| 3 | f8 чёрный король · g7 чёрная пешка · h7 чёрная пешка · f6 чёрный слон · f4 белый слон · g4 белый король | f8 чёрный король · g7 чёрная пешка · h7 чёрная пешка · f6 чёрный слон · f4 белый слон · g4 белый король | f8 чёрный король · g7 чёрная пешка · h7 чёрная пешка · f6 чёрный слон · f4 белый слон · g4 белый король | f8 чёрный король · g7 чёрная пешка · h7 чёрная пешка · f6 чёрный слон · f4 белый слон · g4 белый король | f8 чёрный король · g7 чёрная пешка · h7 чёрная пешка · f6 чёрный слон · f4 белый слон · g4 белый король | f8 чёрный король · g7 чёрная пешка · h7 чёрная пешка · f6 чёрный слон · f4 белый слон · g4 белый король | f8 чёрный король · g7 чёрная пешка · h7 чёрная пешка · f6 чёрный слон · f4 белый слон · g4 белый король | f8 чёрный король · g7 чёрная пешка · h7 чёрная пешка · f6 чёрный слон · f4 белый слон · g4 белый король | 3 |
| 2 | f8 чёрный король · g7 чёрная пешка · h7 чёрная пешка · f6 чёрный слон · f4 белый слон · g4 белый король | f8 чёрный король · g7 чёрная пешка · h7 чёрная пешка · f6 чёрный слон · f4 белый слон · g4 белый король | f8 чёрный король · g7 чёрная пешка · h7 чёрная пешка · f6 чёрный слон · f4 белый слон · g4 белый король | f8 чёрный король · g7 чёрная пешка · h7 чёрная пешка · f6 чёрный слон · f4 белый слон · g4 белый король | f8 чёрный король · g7 чёрная пешка · h7 чёрная пешка · f6 чёрный слон · f4 белый слон · g4 белый король | f8 чёрный король · g7 чёрная пешка · h7 чёрная пешка · f6 чёрный слон · f4 белый слон · g4 белый король | f8 чёрный король · g7 чёрная пешка · h7 чёрная пешка · f6 чёрный слон · f4 белый слон · g4 белый король | f8 чёрный король · g7 чёрная пешка · h7 чёрная пешка · f6 чёрный слон · f4 белый слон · g4 белый король | 2 |
| 1 | f8 чёрный король · g7 чёрная пешка · h7 чёрная пешка · f6 чёрный слон · f4 белый слон · g4 белый король | f8 чёрный король · g7 чёрная пешка · h7 чёрная пешка · f6 чёрный слон · f4 белый слон · g4 белый король | f8 чёрный король · g7 чёрная пешка · h7 чёрная пешка · f6 чёрный слон · f4 белый слон · g4 белый король | f8 чёрный король · g7 чёрная пешка · h7 чёрная пешка · f6 чёрный слон · f4 белый слон · g4 белый король | f8 чёрный король · g7 чёрная пешка · h7 чёрная пешка · f6 чёрный слон · f4 белый слон · g4 белый король | f8 чёрный король · g7 чёрная пешка · h7 чёрная пешка · f6 чёрный слон · f4 белый слон · g4 белый король | f8 чёрный король · g7 чёрная пешка · h7 чёрная пешка · f6 чёрный слон · f4 белый слон · g4 белый король | f8 чёрный король · g7 чёрная пешка · h7 чёрная пешка · f6 чёрный слон · f4 белый слон · g4 белый король | 1 |
|   | a | b | c | d | e | f | g | h |   |

При отсутствии двух пешек белые делают ничью путём 1.Сh6! и если чёрные берут слона, то у них сразу две ошибочные ладейные пешки, которые не выигрывают. Если же 1…Крf7, то всё равно следует 2.С:g7! с ничьей.

### ГоглидзепротивКаспаряна
|   | a | b | c | d | e | f | g | h |   |
| - | --- | --- | --- | --- | --- | --- | --- | --- | - |
| 8 | f7 белый слон · g7 чёрный король · e6 белый король · e5 белая пешка · h5 белая пешка · d1 чёрный слон | f7 белый слон · g7 чёрный король · e6 белый король · e5 белая пешка · h5 белая пешка · d1 чёрный слон | f7 белый слон · g7 чёрный король · e6 белый король · e5 белая пешка · h5 белая пешка · d1 чёрный слон | f7 белый слон · g7 чёрный король · e6 белый король · e5 белая пешка · h5 белая пешка · d1 чёрный слон | f7 белый слон · g7 чёрный король · e6 белый король · e5 белая пешка · h5 белая пешка · d1 чёрный слон | f7 белый слон · g7 чёрный король · e6 белый король · e5 белая пешка · h5 белая пешка · d1 чёрный слон | f7 белый слон · g7 чёрный король · e6 белый король · e5 белая пешка · h5 белая пешка · d1 чёрный слон | f7 белый слон · g7 чёрный король · e6 белый король · e5 белая пешка · h5 белая пешка · d1 чёрный слон | 8 |
| 7 | f7 белый слон · g7 чёрный король · e6 белый король · e5 белая пешка · h5 белая пешка · d1 чёрный слон | f7 белый слон · g7 чёрный король · e6 белый король · e5 белая пешка · h5 белая пешка · d1 чёрный слон | f7 белый слон · g7 чёрный король · e6 белый король · e5 белая пешка · h5 белая пешка · d1 чёрный слон | f7 белый слон · g7 чёрный король · e6 белый король · e5 белая пешка · h5 белая пешка · d1 чёрный слон | f7 белый слон · g7 чёрный король · e6 белый король · e5 белая пешка · h5 белая пешка · d1 чёрный слон | f7 белый слон · g7 чёрный король · e6 белый король · e5 белая пешка · h5 белая пешка · d1 чёрный слон | f7 белый слон · g7 чёрный король · e6 белый король · e5 белая пешка · h5 белая пешка · d1 чёрный слон | f7 белый слон · g7 чёрный король · e6 белый король · e5 белая пешка · h5 белая пешка · d1 чёрный слон | 7 |
| 6 | f7 белый слон · g7 чёрный король · e6 белый король · e5 белая пешка · h5 белая пешка · d1 чёрный слон | f7 белый слон · g7 чёрный король · e6 белый король · e5 белая пешка · h5 белая пешка · d1 чёрный слон | f7 белый слон · g7 чёрный король · e6 белый король · e5 белая пешка · h5 белая пешка · d1 чёрный слон | f7 белый слон · g7 чёрный король · e6 белый король · e5 белая пешка · h5 белая пешка · d1 чёрный слон | f7 белый слон · g7 чёрный король · e6 белый король · e5 белая пешка · h5 белая пешка · d1 чёрный слон | f7 белый слон · g7 чёрный король · e6 белый король · e5 белая пешка · h5 белая пешка · d1 чёрный слон | f7 белый слон · g7 чёрный король · e6 белый король · e5 белая пешка · h5 белая пешка · d1 чёрный слон | f7 белый слон · g7 чёрный король · e6 белый король · e5 белая пешка · h5 белая пешка · d1 чёрный слон | 6 |
| 5 | f7 белый слон · g7 чёрный король · e6 белый король · e5 белая пешка · h5 белая пешка · d1 чёрный слон | f7 белый слон · g7 чёрный король · e6 белый король · e5 белая пешка · h5 белая пешка · d1 чёрный слон | f7 белый слон · g7 чёрный король · e6 белый король · e5 белая пешка · h5 белая пешка · d1 чёрный слон | f7 белый слон · g7 чёрный король · e6 белый король · e5 белая пешка · h5 белая пешка · d1 чёрный слон | f7 белый слон · g7 чёрный король · e6 белый король · e5 белая пешка · h5 белая пешка · d1 чёрный слон | f7 белый слон · g7 чёрный король · e6 белый король · e5 белая пешка · h5 белая пешка · d1 чёрный слон | f7 белый слон · g7 чёрный король · e6 белый король · e5 белая пешка · h5 белая пешка · d1 чёрный слон | f7 белый слон · g7 чёрный король · e6 белый король · e5 белая пешка · h5 белая пешка · d1 чёрный слон | 5 |
| 4 | f7 белый слон · g7 чёрный король · e6 белый король · e5 белая пешка · h5 белая пешка · d1 чёрный слон | f7 белый слон · g7 чёрный король · e6 белый король · e5 белая пешка · h5 белая пешка · d1 чёрный слон | f7 белый слон · g7 чёрный король · e6 белый король · e5 белая пешка · h5 белая пешка · d1 чёрный слон | f7 белый слон · g7 чёрный король · e6 белый король · e5 белая пешка · h5 белая пешка · d1 чёрный слон | f7 белый слон · g7 чёрный король · e6 белый король · e5 белая пешка · h5 белая пешка · d1 чёрный слон | f7 белый слон · g7 чёрный король · e6 белый король · e5 белая пешка · h5 белая пешка · d1 чёрный слон | f7 белый слон · g7 чёрный король · e6 белый король · e5 белая пешка · h5 белая пешка · d1 чёрный слон | f7 белый слон · g7 чёрный король · e6 белый король · e5 белая пешка · h5 белая пешка · d1 чёрный слон | 4 |
| 3 | f7 белый слон · g7 чёрный король · e6 белый король · e5 белая пешка · h5 белая пешка · d1 чёрный слон | f7 белый слон · g7 чёрный король · e6 белый король · e5 белая пешка · h5 белая пешка · d1 чёрный слон | f7 белый слон · g7 чёрный король · e6 белый король · e5 белая пешка · h5 белая пешка · d1 чёрный слон | f7 белый слон · g7 чёрный король · e6 белый король · e5 белая пешка · h5 белая пешка · d1 чёрный слон | f7 белый слон · g7 чёрный король · e6 белый король · e5 белая пешка · h5 белая пешка · d1 чёрный слон | f7 белый слон · g7 чёрный король · e6 белый король · e5 белая пешка · h5 белая пешка · d1 чёрный слон | f7 белый слон · g7 чёрный король · e6 белый король · e5 белая пешка · h5 белая пешка · d1 чёрный слон | f7 белый слон · g7 чёрный король · e6 белый король · e5 белая пешка · h5 белая пешка · d1 чёрный слон | 3 |
| 2 | f7 белый слон · g7 чёрный король · e6 белый король · e5 белая пешка · h5 белая пешка · d1 чёрный слон | f7 белый слон · g7 чёрный король · e6 белый король · e5 белая пешка · h5 белая пешка · d1 чёрный слон | f7 белый слон · g7 чёрный король · e6 белый король · e5 белая пешка · h5 белая пешка · d1 чёрный слон | f7 белый слон · g7 чёрный король · e6 белый король · e5 белая пешка · h5 белая пешка · d1 чёрный слон | f7 белый слон · g7 чёрный король · e6 белый король · e5 белая пешка · h5 белая пешка · d1 чёрный слон | f7 белый слон · g7 чёрный король · e6 белый король · e5 белая пешка · h5 белая пешка · d1 чёрный слон | f7 белый слон · g7 чёрный король · e6 белый король · e5 белая пешка · h5 белая пешка · d1 чёрный слон | f7 белый слон · g7 чёрный король · e6 белый король · e5 белая пешка · h5 белая пешка · d1 чёрный слон | 2 |
| 1 | f7 белый слон · g7 чёрный король · e6 белый король · e5 белая пешка · h5 белая пешка · d1 чёрный слон | f7 белый слон · g7 чёрный король · e6 белый король · e5 белая пешка · h5 белая пешка · d1 чёрный слон | f7 белый слон · g7 чёрный король · e6 белый король · e5 белая пешка · h5 белая пешка · d1 чёрный слон | f7 белый слон · g7 чёрный король · e6 белый король · e5 белая пешка · h5 белая пешка · d1 чёрный слон | f7 белый слон · g7 чёрный король · e6 белый король · e5 белая пешка · h5 белая пешка · d1 чёрный слон | f7 белый слон · g7 чёрный король · e6 белый король · e5 белая пешка · h5 белая пешка · d1 чёрный слон | f7 белый слон · g7 чёрный король · e6 белый король · e5 белая пешка · h5 белая пешка · d1 чёрный слон | f7 белый слон · g7 чёрный король · e6 белый король · e5 белая пешка · h5 белая пешка · d1 чёрный слон | 1 |
|   | a | b | c | d | e | f | g | h |   |

Делает ничью 1…Сg4+! Все попытки белых выиграть тщетны из-за того, что одна из их пешек — крайняя, а слон «не того цвета». В дальнейшем возникает теоретически ничейная позиция.

### КорчнойпротивКарпова
|   | a | b | c | d | e | f | g | h |   |
| - | --- | --- | --- | --- | --- | --- | --- | --- | - |
| 8 | b5 чёрная пешка · f5 белый король · a4 чёрная пешка · f4 белый слон · a3 белая пешка · f3 чёрный король | b5 чёрная пешка · f5 белый король · a4 чёрная пешка · f4 белый слон · a3 белая пешка · f3 чёрный король | b5 чёрная пешка · f5 белый король · a4 чёрная пешка · f4 белый слон · a3 белая пешка · f3 чёрный король | b5 чёрная пешка · f5 белый король · a4 чёрная пешка · f4 белый слон · a3 белая пешка · f3 чёрный король | b5 чёрная пешка · f5 белый король · a4 чёрная пешка · f4 белый слон · a3 белая пешка · f3 чёрный король | b5 чёрная пешка · f5 белый король · a4 чёрная пешка · f4 белый слон · a3 белая пешка · f3 чёрный король | b5 чёрная пешка · f5 белый король · a4 чёрная пешка · f4 белый слон · a3 белая пешка · f3 чёрный король | b5 чёрная пешка · f5 белый король · a4 чёрная пешка · f4 белый слон · a3 белая пешка · f3 чёрный король | 8 |
| 7 | b5 чёрная пешка · f5 белый король · a4 чёрная пешка · f4 белый слон · a3 белая пешка · f3 чёрный король | b5 чёрная пешка · f5 белый король · a4 чёрная пешка · f4 белый слон · a3 белая пешка · f3 чёрный король | b5 чёрная пешка · f5 белый король · a4 чёрная пешка · f4 белый слон · a3 белая пешка · f3 чёрный король | b5 чёрная пешка · f5 белый король · a4 чёрная пешка · f4 белый слон · a3 белая пешка · f3 чёрный король | b5 чёрная пешка · f5 белый король · a4 чёрная пешка · f4 белый слон · a3 белая пешка · f3 чёрный король | b5 чёрная пешка · f5 белый король · a4 чёрная пешка · f4 белый слон · a3 белая пешка · f3 чёрный король | b5 чёрная пешка · f5 белый король · a4 чёрная пешка · f4 белый слон · a3 белая пешка · f3 чёрный король | b5 чёрная пешка · f5 белый король · a4 чёрная пешка · f4 белый слон · a3 белая пешка · f3 чёрный король | 7 |
| 6 | b5 чёрная пешка · f5 белый король · a4 чёрная пешка · f4 белый слон · a3 белая пешка · f3 чёрный король | b5 чёрная пешка · f5 белый король · a4 чёрная пешка · f4 белый слон · a3 белая пешка · f3 чёрный король | b5 чёрная пешка · f5 белый король · a4 чёрная пешка · f4 белый слон · a3 белая пешка · f3 чёрный король | b5 чёрная пешка · f5 белый король · a4 чёрная пешка · f4 белый слон · a3 белая пешка · f3 чёрный король | b5 чёрная пешка · f5 белый король · a4 чёрная пешка · f4 белый слон · a3 белая пешка · f3 чёрный король | b5 чёрная пешка · f5 белый король · a4 чёрная пешка · f4 белый слон · a3 белая пешка · f3 чёрный король | b5 чёрная пешка · f5 белый король · a4 чёрная пешка · f4 белый слон · a3 белая пешка · f3 чёрный король | b5 чёрная пешка · f5 белый король · a4 чёрная пешка · f4 белый слон · a3 белая пешка · f3 чёрный король | 6 |
| 5 | b5 чёрная пешка · f5 белый король · a4 чёрная пешка · f4 белый слон · a3 белая пешка · f3 чёрный король | b5 чёрная пешка · f5 белый король · a4 чёрная пешка · f4 белый слон · a3 белая пешка · f3 чёрный король | b5 чёрная пешка · f5 белый король · a4 чёрная пешка · f4 белый слон · a3 белая пешка · f3 чёрный король | b5 чёрная пешка · f5 белый король · a4 чёрная пешка · f4 белый слон · a3 белая пешка · f3 чёрный король | b5 чёрная пешка · f5 белый король · a4 чёрная пешка · f4 белый слон · a3 белая пешка · f3 чёрный король | b5 чёрная пешка · f5 белый король · a4 чёрная пешка · f4 белый слон · a3 белая пешка · f3 чёрный король | b5 чёрная пешка · f5 белый король · a4 чёрная пешка · f4 белый слон · a3 белая пешка · f3 чёрный король | b5 чёрная пешка · f5 белый король · a4 чёрная пешка · f4 белый слон · a3 белая пешка · f3 чёрный король | 5 |
| 4 | b5 чёрная пешка · f5 белый король · a4 чёрная пешка · f4 белый слон · a3 белая пешка · f3 чёрный король | b5 чёрная пешка · f5 белый король · a4 чёрная пешка · f4 белый слон · a3 белая пешка · f3 чёрный король | b5 чёрная пешка · f5 белый король · a4 чёрная пешка · f4 белый слон · a3 белая пешка · f3 чёрный король | b5 чёрная пешка · f5 белый король · a4 чёрная пешка · f4 белый слон · a3 белая пешка · f3 чёрный король | b5 чёрная пешка · f5 белый король · a4 чёрная пешка · f4 белый слон · a3 белая пешка · f3 чёрный король | b5 чёрная пешка · f5 белый король · a4 чёрная пешка · f4 белый слон · a3 белая пешка · f3 чёрный король | b5 чёрная пешка · f5 белый король · a4 чёрная пешка · f4 белый слон · a3 белая пешка · f3 чёрный король | b5 чёрная пешка · f5 белый король · a4 чёрная пешка · f4 белый слон · a3 белая пешка · f3 чёрный король | 4 |
| 3 | b5 чёрная пешка · f5 белый король · a4 чёрная пешка · f4 белый слон · a3 белая пешка · f3 чёрный король | b5 чёрная пешка · f5 белый король · a4 чёрная пешка · f4 белый слон · a3 белая пешка · f3 чёрный король | b5 чёрная пешка · f5 белый король · a4 чёрная пешка · f4 белый слон · a3 белая пешка · f3 чёрный король | b5 чёрная пешка · f5 белый король · a4 чёрная пешка · f4 белый слон · a3 белая пешка · f3 чёрный король | b5 чёрная пешка · f5 белый король · a4 чёрная пешка · f4 белый слон · a3 белая пешка · f3 чёрный король | b5 чёрная пешка · f5 белый король · a4 чёрная пешка · f4 белый слон · a3 белая пешка · f3 чёрный король | b5 чёрная пешка · f5 белый король · a4 чёрная пешка · f4 белый слон · a3 белая пешка · f3 чёрный король | b5 чёрная пешка · f5 белый король · a4 чёрная пешка · f4 белый слон · a3 белая пешка · f3 чёрный король | 3 |
| 2 | b5 чёрная пешка · f5 белый король · a4 чёрная пешка · f4 белый слон · a3 белая пешка · f3 чёрный король | b5 чёрная пешка · f5 белый король · a4 чёрная пешка · f4 белый слон · a3 белая пешка · f3 чёрный король | b5 чёрная пешка · f5 белый король · a4 чёрная пешка · f4 белый слон · a3 белая пешка · f3 чёрный король | b5 чёрная пешка · f5 белый король · a4 чёрная пешка · f4 белый слон · a3 белая пешка · f3 чёрный король | b5 чёрная пешка · f5 белый король · a4 чёрная пешка · f4 белый слон · a3 белая пешка · f3 чёрный король | b5 чёрная пешка · f5 белый король · a4 чёрная пешка · f4 белый слон · a3 белая пешка · f3 чёрный король | b5 чёрная пешка · f5 белый король · a4 чёрная пешка · f4 белый слон · a3 белая пешка · f3 чёрный король | b5 чёрная пешка · f5 белый король · a4 чёрная пешка · f4 белый слон · a3 белая пешка · f3 чёрный король | 2 |
| 1 | b5 чёрная пешка · f5 белый король · a4 чёрная пешка · f4 белый слон · a3 белая пешка · f3 чёрный король | b5 чёрная пешка · f5 белый король · a4 чёрная пешка · f4 белый слон · a3 белая пешка · f3 чёрный король | b5 чёрная пешка · f5 белый король · a4 чёрная пешка · f4 белый слон · a3 белая пешка · f3 чёрный король | b5 чёрная пешка · f5 белый король · a4 чёрная пешка · f4 белый слон · a3 белая пешка · f3 чёрный король | b5 чёрная пешка · f5 белый король · a4 чёрная пешка · f4 белый слон · a3 белая пешка · f3 чёрный король | b5 чёрная пешка · f5 белый король · a4 чёрная пешка · f4 белый слон · a3 белая пешка · f3 чёрный король | b5 чёрная пешка · f5 белый король · a4 чёрная пешка · f4 белый слон · a3 белая пешка · f3 чёрный король | b5 чёрная пешка · f5 белый король · a4 чёрная пешка · f4 белый слон · a3 белая пешка · f3 чёрный король | 1 |
|   | a | b | c | d | e | f | g | h |   |

В этой партии чемпионата мира 1978 года между Виктором Корчным и Анатолием Карповым пешка белых — неправильная ладейная пешка. Белые на 107-м ходу взяли черную пешку b, но не смогли оттеснить черного короля достаточно далеко от поля a8, чтобы добраться до выигрышной позиции.
На 124-м ходу партия закончилась умышленным патом. Некоторые комментаторы думали, что Корчной мог упустить победу в этом эндшпиле, но Карпов хорошо защищался, а теоретически выигранной позиции у белых не было.

### Ладья с крайней пешкой против слона
|   | a                                                                                     | b                                                                                     | c                                                                                     | d                                                                                     | e                                                                                     | f                                                                                     | g                                                                                     | h                                                                                     |   |
| - | ------------------------------------------------------------------------------------- | ------------------------------------------------------------------------------------- | ------------------------------------------------------------------------------------- | ------------------------------------------------------------------------------------- | ------------------------------------------------------------------------------------- | ------------------------------------------------------------------------------------- | ------------------------------------------------------------------------------------- | ------------------------------------------------------------------------------------- | - |
| 8 | h8 чёрный король · a7 белая ладья · h6 белая пешка · g5 белый король · d3 чёрный слон | h8 чёрный король · a7 белая ладья · h6 белая пешка · g5 белый король · d3 чёрный слон | h8 чёрный король · a7 белая ладья · h6 белая пешка · g5 белый король · d3 чёрный слон | h8 чёрный король · a7 белая ладья · h6 белая пешка · g5 белый король · d3 чёрный слон | h8 чёрный король · a7 белая ладья · h6 белая пешка · g5 белый король · d3 чёрный слон | h8 чёрный король · a7 белая ладья · h6 белая пешка · g5 белый король · d3 чёрный слон | h8 чёрный король · a7 белая ладья · h6 белая пешка · g5 белый король · d3 чёрный слон | h8 чёрный король · a7 белая ладья · h6 белая пешка · g5 белый король · d3 чёрный слон | 8 |
| 7 | h8 чёрный король · a7 белая ладья · h6 белая пешка · g5 белый король · d3 чёрный слон | h8 чёрный король · a7 белая ладья · h6 белая пешка · g5 белый король · d3 чёрный слон | h8 чёрный король · a7 белая ладья · h6 белая пешка · g5 белый король · d3 чёрный слон | h8 чёрный король · a7 белая ладья · h6 белая пешка · g5 белый король · d3 чёрный слон | h8 чёрный король · a7 белая ладья · h6 белая пешка · g5 белый король · d3 чёрный слон | h8 чёрный король · a7 белая ладья · h6 белая пешка · g5 белый король · d3 чёрный слон | h8 чёрный король · a7 белая ладья · h6 белая пешка · g5 белый король · d3 чёрный слон | h8 чёрный король · a7 белая ладья · h6 белая пешка · g5 белый король · d3 чёрный слон | 7 |
| 6 | h8 чёрный король · a7 белая ладья · h6 белая пешка · g5 белый король · d3 чёрный слон | h8 чёрный король · a7 белая ладья · h6 белая пешка · g5 белый король · d3 чёрный слон | h8 чёрный король · a7 белая ладья · h6 белая пешка · g5 белый король · d3 чёрный слон | h8 чёрный король · a7 белая ладья · h6 белая пешка · g5 белый король · d3 чёрный слон | h8 чёрный король · a7 белая ладья · h6 белая пешка · g5 белый король · d3 чёрный слон | h8 чёрный король · a7 белая ладья · h6 белая пешка · g5 белый король · d3 чёрный слон | h8 чёрный король · a7 белая ладья · h6 белая пешка · g5 белый король · d3 чёрный слон | h8 чёрный король · a7 белая ладья · h6 белая пешка · g5 белый король · d3 чёрный слон | 6 |
| 5 | h8 чёрный король · a7 белая ладья · h6 белая пешка · g5 белый король · d3 чёрный слон | h8 чёрный король · a7 белая ладья · h6 белая пешка · g5 белый король · d3 чёрный слон | h8 чёрный король · a7 белая ладья · h6 белая пешка · g5 белый король · d3 чёрный слон | h8 чёрный король · a7 белая ладья · h6 белая пешка · g5 белый король · d3 чёрный слон | h8 чёрный король · a7 белая ладья · h6 белая пешка · g5 белый король · d3 чёрный слон | h8 чёрный король · a7 белая ладья · h6 белая пешка · g5 белый король · d3 чёрный слон | h8 чёрный король · a7 белая ладья · h6 белая пешка · g5 белый король · d3 чёрный слон | h8 чёрный король · a7 белая ладья · h6 белая пешка · g5 белый король · d3 чёрный слон | 5 |
| 4 | h8 чёрный король · a7 белая ладья · h6 белая пешка · g5 белый король · d3 чёрный слон | h8 чёрный король · a7 белая ладья · h6 белая пешка · g5 белый король · d3 чёрный слон | h8 чёрный король · a7 белая ладья · h6 белая пешка · g5 белый король · d3 чёрный слон | h8 чёрный король · a7 белая ладья · h6 белая пешка · g5 белый король · d3 чёрный слон | h8 чёрный король · a7 белая ладья · h6 белая пешка · g5 белый король · d3 чёрный слон | h8 чёрный король · a7 белая ладья · h6 белая пешка · g5 белый король · d3 чёрный слон | h8 чёрный король · a7 белая ладья · h6 белая пешка · g5 белый король · d3 чёрный слон | h8 чёрный король · a7 белая ладья · h6 белая пешка · g5 белый король · d3 чёрный слон | 4 |
| 3 | h8 чёрный король · a7 белая ладья · h6 белая пешка · g5 белый король · d3 чёрный слон | h8 чёрный король · a7 белая ладья · h6 белая пешка · g5 белый король · d3 чёрный слон | h8 чёрный король · a7 белая ладья · h6 белая пешка · g5 белый король · d3 чёрный слон | h8 чёрный король · a7 белая ладья · h6 белая пешка · g5 белый король · d3 чёрный слон | h8 чёрный король · a7 белая ладья · h6 белая пешка · g5 белый король · d3 чёрный слон | h8 чёрный король · a7 белая ладья · h6 белая пешка · g5 белый король · d3 чёрный слон | h8 чёрный король · a7 белая ладья · h6 белая пешка · g5 белый король · d3 чёрный слон | h8 чёрный король · a7 белая ладья · h6 белая пешка · g5 белый король · d3 чёрный слон | 3 |
| 2 | h8 чёрный король · a7 белая ладья · h6 белая пешка · g5 белый король · d3 чёрный слон | h8 чёрный король · a7 белая ладья · h6 белая пешка · g5 белый король · d3 чёрный слон | h8 чёрный король · a7 белая ладья · h6 белая пешка · g5 белый король · d3 чёрный слон | h8 чёрный король · a7 белая ладья · h6 белая пешка · g5 белый король · d3 чёрный слон | h8 чёрный король · a7 белая ладья · h6 белая пешка · g5 белый король · d3 чёрный слон | h8 чёрный король · a7 белая ладья · h6 белая пешка · g5 белый король · d3 чёрный слон | h8 чёрный король · a7 белая ладья · h6 белая пешка · g5 белый король · d3 чёрный слон | h8 чёрный король · a7 белая ладья · h6 белая пешка · g5 белый король · d3 чёрный слон | 2 |
| 1 | h8 чёрный король · a7 белая ладья · h6 белая пешка · g5 белый король · d3 чёрный слон | h8 чёрный король · a7 белая ладья · h6 белая пешка · g5 белый король · d3 чёрный слон | h8 чёрный король · a7 белая ладья · h6 белая пешка · g5 белый король · d3 чёрный слон | h8 чёрный король · a7 белая ладья · h6 белая пешка · g5 белый король · d3 чёрный слон | h8 чёрный король · a7 белая ладья · h6 белая пешка · g5 белый король · d3 чёрный слон | h8 чёрный король · a7 белая ладья · h6 белая пешка · g5 белый король · d3 чёрный слон | h8 чёрный король · a7 белая ладья · h6 белая пешка · g5 белый король · d3 чёрный слон | h8 чёрный король · a7 белая ладья · h6 белая пешка · g5 белый король · d3 чёрный слон | 1 |
|   | a                                                                                     | b                                                                                     | c                                                                                     | d                                                                                     | e                                                                                     | f                                                                                     | g                                                                                     | h                                                                                     |   |

При белопольном слоне чёрные делают ничью, маневрируя слоном по диагонали b1-h7. Белые никак не могут вытеснить короля из угла h8.